# Мочалка

Мочалка банная цилиндрическая из люфы

Мочалка — волокнистое изделие для мытья тела или посуды.
Название происходит от слова «мочало» — лубяных волокон липы, из которых делаются мочалки. Лубяные волокна, или по-другому лыко, отмачивались в  воде для лучшего отделения их слоев. Часть водоëма, где отмачивалось лыко, называли в старину «мочилищем». Мочалка из мочала представляет собой пучок сложенных прочёсанных волокон длиной 100—130 см, перевязанный посередине, весом 50 г. Другие виды используемых натуральных волокнистых материалов: люфа, сизаль, крапива, манильская пенька, джут. Из полосок пергаментной бумаги шириной 2—3 мм изготавливают одноразовые мочалки.